# 岑廷
岑廷是德国巴伐利亚州的一个市镇。总面积21.73平方公里，总人口1171人，其中男性589人，女性582人（2011年12月31日），人口密度54人/平方公里。